# Mahagonitaube
Die Mahagonitaube oder Langschwanz-Oliventaube (Columba thomensis) ist eine Vogelart aus der Gattung der Feldtauben. Die Taubenart ist auf der Insel São Tomé im Golf von Guinea endemisch.

## Merkmale
Die Mahagonitaube wurde ursprünglich als Unterart der afrikanischen Oliventaube (Columba arquatrix) beschrieben, gilt aber heute als eigenständige Art. Sie ist eine große, sehr dunkle Taube, die eine Größe von 37 bis 40 Zentimetern erreicht. Der Kopf ist dunkel schiefergrau. Die lanzettlichen Halsfedern sind in der Mitte schwarz und haben blaugraue Spitzen. Der Nacken ist tief violett getönt. Der Mantel ist rötlichbraun. Rücken und Bürzel sind schieferschwarz. Die Unterschwanzdecken sind dunkelbraun. Die Unterseite ist tief rötlichbraun mit schwachen weißen Tüpfeln. Die Weibchen sind stumpfer gefärbt.

## Verbreitung
Das Verbreitungsgebiet auf der Insel São Tomé umfasst die Regionen Chamico im Nordwesten, Lagoa Amelia, Zampalma, Nova Ceilão und Bombaím im Zentralmassiv sowie Formoso Pequeno südwärts entlang des Tals des Rio Lo Grande. Im Südwesten erstreckt es sich in die Niederungen entlang der Flusstäler des Xufexufe und des Ana Chaves. Im Südosten der Insel kommt die Art westlich von Agua Izé und auf dem isolierten Gipfel Maria Fernandes nördlich von São João dos Angolares vor.

## Lebensraum und Lebensweise
Die Mahagonitaube ist am häufigsten in Primärwäldern oberhalb von 1000 Metern anzutreffen. Sie kommt aber auch in ausgewachsenen Sekundärwäldern und insbesondere auf Kaffeeplantagen vor, die vor mehr als 20 Jahren aufgegeben wurden. Darüber hinaus bewohnt sie Tiefland-Primärwälder im Südwesten der Insel und gelegentlich kultivierte Bereiche an Waldrändern. Die Nahrung besteht hauptsächlich aus Früchten. Je nach Verfügbarkeit der Früchte unternimmt die Art jahreszeitliche Wanderungen.

## Status
BirdLife International stuft die Mahagonitaube in die Kategorie „stark gefährdet“ (endangered) ein und schätzt den Bestand auf etwa 250 bis 1000 Altvögel. In der Vergangenheit wurden große Waldbereiche auf São Tomé für Kaffee- und Kakaoplantagen gerodet. Die Privatisierung des Landes hat zu einer Zunahme von kleinen Farmen und zum Anstieg des Holzeinschlags geführt. Der Primärwald ist gegenwärtig nicht davon betroffen, könnte aber in Zukunft davon bedroht werden. Begrenzte Bereiche von Sekundär- und Primärwäldern, insbesondere im Norden des Verbreitungsgebietes, sind durch Abholzung für die Landwirtschaft sowie Bauholz- und Brennholznutzung gefährdet. Durch den Straßenbau entlang der Ost- und Westküste wurde der Zugang zu vorher entlegenen Regionen erschlossen. Die sich ständig entwickelnde Ölindustrie, einschließlich der Errichtung von „Freihäfen“ (Freihandelszonen), wurde als Bedrohung für den Lebensraum der Langschwanz-Oliventaube angesehen. Jedoch wird aufgrund der erfolglosen Ölsuche auf dem Land die Ölförderung voraussichtlich vor die Küste verlagert. Die Überjagung stellt gegenwärtig die Hauptbedrohung dar, insbesondere in den meisten zugänglichen Primärwäldern. Die Mahagonitaube ist die größte Taube auf São Tomé und sehr zutraulich. Eine erhebliche Anzahl von Vögeln kann dabei auf einmal gejagt werden, so wurden einzelne Jäger beobachtet, die bei einer Jagdsitzung bis zu neun Vögel erlegten. Die gegenwärtige Verbreitung der Art wird durch den Jagddruck bestimmt.